# Léon Deffontaines
Pour les articles homonymes, voir Deffontaines.
Léon Deffontaines, né le 15 mars 1996 à Amiens (Somme), est un homme politique français, membre du Parti communiste français.
Il adhère en 2013 au Mouvement jeunes communistes de France et en est le secrétaire général de 2019 à 2023.
Porte-parole de Fabien Roussel pendant l'élection présidentielle de 2022, il est désigné tête de liste des communistes pour les élections européennes de 2024.

## Biographie

### Jeunesse et famille
Né le 15 mars 1996, Léon Deffontaines est le fils d'un fleuriste et d'une psychologue. Il est issu d'une famille d’agriculteurs,.  

### Débuts en politique
Il adhère en 2013 au Mouvement jeunes communistes de France,. 
En 2014, alors qu'il est âgé de 18 ans et lycéen en classe de terminale économique et sociale, il est candidat en 17e position aux élections municipales de 2014 à Amiens, sa ville natale, sur la liste de Lutte ouvrière,.
Après avoir obtenu un baccalauréat ES, il entame des études en droit et sciences politiques, ainsi qu’en sciences de l’éducation.
Le début de son militantisme est marqué par la lutte des salariés du site de Goodyear d'Amiens, dont la fermeture en 2014 provoque le licenciement de plus de 1 100 personnes, et les mobilisations contre les réformes de François Hollande. Il est secrétaire fédéral dans le département de la Somme du Mouvement des jeunes communistes de France en 2016. Puis, il est élu secrétaire général de ce mouvement en 2019 jusqu'à juin 2023,.
Lors de l'élection présidentielle de 2022, il est nommé porte-parole de Fabien Roussel.
À la suite du 39e congrès du Parti communiste français (PCF) en avril 2023, il intègre le comité exécutif de ce parti et en devient porte-parole.

### Élections européennes de 2024
En juin 2023, il est pressenti pour prendre la tête de la liste communiste lors des élections européennes de juin 2024. Il est aussi envisagé qu'il soit en première position pour les communistes dans le cas d'une liste commune avec d'autres partis,. Le 1er juillet 2023, il est désigné, par le conseil national du PCF, chef de file des communistes pour les élections européennes de 2024. Les adhérents du PCF le désignent tête de liste à 91 % des voix, au début du mois de novembre,,. Plusieurs petites formations de gauche rejoignent cette liste « Gauche unie pour le monde du travail » : la Gauche républicaine et socialiste (GRS), L’Engagement (mouvement créé par l’ancien ministre Arnaud Montebourg) et Les Radicaux de Gauche. Elle est composée pour un tiers de représentants du PCF, pour un tiers de responsables syndicaux, et pour un tiers de militants d’autres partis de gauche.
D'après Les Échos, il « entend, comme Fabien Roussel, afficher clairement ses différences avec le reste de la gauche, notamment Jean-Luc Mélenchon ». Il milite ainsi, d'après Libération, pour le « travail émancipateur », pour l'énergie nucléaire et contre « l'écologie punitive ». Il s'oppose par ailleurs à tout élargissement de l'Union européenne et au fédéralisme européen. Son programme est décliné en trois priorités : une « Europe de la paix » agissant pour le Moyen-Orient et l’Ukraine ; une « Europe écologique » soutenant le fret ferroviaire et maritime (projets de ligne Lyon-Turin et de canal Seine-Nord Europe) ainsi que le développement des énergies nucléaire et renouvelables ; une « Europe sociale », revalorisant les salaires et se réindustrialisant, en rupture avec l'« Europe libérale ».
Sa liste arrive en huitième position avec 2,36 % des voix, et ne remporte aucun siège. S'il progresse dans certains départements ruraux (à l'image de celui de l'Allier, où le PCF repasse au-dessus de la barre des 5%), il recule fortement dans les zones urbaines historiquement favorables aux communistes. Ainsi, dans la Seine-Saint-Denis, où la liste de Ian Brossat avait obtenu près de 6% des voix en 2019, la liste de Léon Deffontaines obtient seulement 2,8% des suffrages, faisant face à la concurrence sévère de la France insoumise, qui remporte le département avec plus de 37% des voix (contre 11% cinq ans plus tôt)[réf. nécessaire].

### Élections législatives de 2024
À la suite de la dissolution de l'Assemblée nationale par le président de la République Emmanuel Macron, et dans le cadre du Nouveau Front populaire, Léon Deffontaines est candidat aux élections législatives dans la troisième circonscription de la Somme. Arrivé en troisième position le 30 juin avec 15,03 % des voix, il est éliminé,.

## Synthèse des résultats électoraux

### Élections législatives
| Année | Parti | Parti | Circonscription | 1er tour | 1er tour | 1er tour | Issue |
| Année | Parti | Parti | Circonscription | Voix     | %        | Rang     | Issue |
| ----- | ----- | ----- | --------------- | -------- | -------- | -------- | ----- |
| 2024  |       | PCF   | 3e de la Somme  | 8 385    | 15,03    | 3e       | Battu |

### Élections européennes
Les résultats ci-dessous concernent uniquement les élections où il est tête de liste.
| Année | Parti | Parti | Circonscription | Voix    | %    | Rang | Sièges obtenus |
| ----- | ----- | ----- | --------------- | ------- | ---- | ---- | -------------- |
| 2024  |       | PCF   | France          | 584 067 | 2,36 | 8e   | 0 / 79         |

## Publications
- Frédéric Boccara (dir.), Denis Durand (dir.), Catherine Mills (dir. et coordination), Paul Boccara, Gisèle Cailloux, Jean-Marc Canon, Pierre Yves Chanu, Betty Charnière, Sylvian Chicote et al., Les retraites : un bras de fer avec le capital : pour un enjeu de civilisation, Paris, Delga, coll. « Collection Actualité », 10 février 2020, 265 p. (ISBN 978-2376071815, BNF 46554810)
- Pour que jeunesse se fasse, Le Temps des cerises, 22 septembre 2022, 100 p. (ISBN 978-2-37071-252-3)